# Escalier interdit
Pour plus de détails, voir Fiche technique et Distribution.
Escalier interdit (titre original : Up the Down staircase) est un film américain réalisé par Robert Mulligan, d'après le livre éponyme de Bel Kaufman (1965), sorti en salles en 1967.

## Synopsis
Pour sa première année de professorat, Sylvia Barrett (Sandy Dennis) est affectée au Collège Calvin Coolidge situé dans l'un des quartiers les plus défavorisés de New York. Sa classe, composée d'une quarantaine d'adolescents indisciplinés, lui donne bien du fil à retordre. Mal secondée par ses collègues, désorientée par les règlements contradictoires de son administration et découragée par le comportement récalcitrant de ses élèves, Sylvia songe à démissionner. Pourtant, un adolescent porto-ricain, Joe Ferone (Jeff Howard) , lui offre une lueur d'espoir. Ce garçon, inhibé, semble reprendre confiance grâce à son message. Sylvia se ravise et décide, dès lors, d'affronter courageusement l'adversité.

## Fiche technique
- Titre original : Up the down Staircase
- Titre français : Escalier interdit
- Réalisation : Robert Mulligan
- Assistant réalisateur : Don Kranze
- Scénario : Tad Mosel (en), d'après le roman Up the down Staircase de Bel Kaufman (1965)
- Photographie : Joseph F. Coffey (Technicolor)
- Musique : Fred Karlin
- Montage : Folmar Blangsted
- Costumes : Ann Roth
- Direction artistique : George Jenkins
- Production : Alan J. Pakula
- Société de production : Park Place Production
- Société de distribution : Warner Bros
- Durée : 123 minutes
- Genre : Drame
- Période de tournage : juillet/août 1966
- Dates de sortie : États-Unis: 19 juillet 1967 ; France : 14 juin 1968
- Pays de production :  États-Unis

## Distribution artistique
- Sandy Dennis (VF : Michèle Grellier) : Sylvia Barrett
- Patrick Bedford (en) (VF : Jacques Thébault) : Paul Barringer
- Eileen Heckart (VF : Paule Emanuele) : Henrietta Pastorfield
- Jean Stapleton (VF : Sylvie Deniau) : Sadie Finch
- Sorrell Booke (VF : Albert Médina) : Dr Bester
- Ruth White : Béatrice Schacter
- Roy Poole (VF : Yves Brainville) : McHabe
- Florence Stanley (VF : Paula Dehelly) : Ella Friedenberg
- Jeff Howard (VF : Patrick Dewaere) : Joe Ferone
- Ellen O'Mara : Alice Blake
- John Fantauzzi : Ed Williams
- Vinnette Carroll (VF : Maria Meriko) : la mère
- Janice Mars : Mademoiselle Gordon
- Loretta Leversee : l'enseignante en sciences sociales
- Robert Levine (VF : Claude Joseph) : Monsieur Osborne
- John Gerstad (VF : Jean Brunel) : le professeur aux lunettes et à la veste noire
- José Rodriguez : son propre rôle

## Commentaire
Dans ce film, Robert Mulligan essaie de réconcilier reportage sociologique, fiction romanesque et caractérisation psychologique. Les scènes tournées au collège (filmées en décors réels) sont très souvent empreintes de « cocasserie et de vérité ». Film sur les problèmes de l'enseignement en milieu sensible, et, au-delà, « microcosme de la société américaine des années soixante », Escalier interdit s'éclaire de résonances contemporaines et, forcément, indémodables.
Lors de sa sortie en France, en juin 1968, le film a été globalement bien accueilli par la critique.

## Production
Ce film a été tourné au Lycée Benjamin Franklin High School (New York City) à Harlem à New-York.
Sandy Dennis a joué le rôle de Sylvia Barrett après avoir obtenu l'Oscar de la meilleure actrice dans un second rôle dans Qui a peur de Virginia Woolf ?. C'est son premier et unique film avec le producteur Alan J. Pakula et le réalisateur Robert Mulligan. Concernant sa prestation, Robert Chazal estime qu’Escalier interdit « apporte la confirmation de son talent. [...] (son) interprétation met en lumière une extrême sensibilité jointe à une énergie inattendue sous une apparence aussi frêle. » Jacques Lourcelles fait remarquer pour sa part que « l'interprétation attachante de Sandy Dennis pousse le personnage vers la névrose, sans que celle-ci soit suffisamment nourrie et explicitée par la conduite du récit. ».
Apparaissent aussi pour la première fois à l'écran Bud Cort et Jean Stapleton. Cort a fait plus tard d'autres films : on le connaît surtout comme le jeune suicidaire qui rencontre une vieille dame dans Harold et Maude. Jean Stapleton tiendra le rôle principal d'Edith Bunker dans l'émission de télévision All in the Family.
Sandy Dennis a obtenu la récompense de Meilleure Actrice au 5e Festival international du film de Moscou, en 1967, pour sa prestation dans ce film.